# Galax
- Commons
- Wikispecies

Galax Sims é um género botânico pertencente à família Diapensiaceae.

## Espécies
- Galax aphylla
- Galax urceolata
- Galax rotundifolia
- Lista completa

## Classificação do gênero
| Sistema | Classificação                      | Referência               |
| ------- | ---------------------------------- | ------------------------ |
| Linné   | Classe Pentandria, ordem Monogynia | Species plantarum (1753) |